# Late of the Pier
Late of the Pier fue una banda inglesa de cuatro integrantes provenientes de Castle Donington, actualmente en Parlophone Records. Han lanzado cuatro cortes promocionales hasta la fecha (Space and the Woods/Heartbeat, Bathroom Gurgle/VW, The Bears are Coming y han regrabado la versión de álbum de Space and the Woods, junto a Focker (en un sencillo de doble cara A). Su álbum "Fantasy Black Channel" fue lanzado el 11 de agosto de 2008, con el lanzamiento de la versión de álbum de "Heartbeat" una semana antes del mismo.
El vocalista principal Samuel Eastgate tiene también un proyecto paralelo, LA Priest. Tiene numerosas producciones y ha realizado varios remixes.

## Historia
Late Of The Pier formados en 2001. Su sencillo debut, Space And The Woods, fue lanzado a través de WayOutWest Records en marzo de 2007. Se limitó a sólo 500 copias del mismo.
Su segundo sencillo, Bathroom Gurgle, fue producido por Erol Alkan y lanzado en septiembre de 2007 por Moshi Moshi Records. Como su lanzamiento previo, también estuvo limitado a 500 copias.
SU tercer sencillo, The Bears Are Coming, fue lanzado en formato 12" y descargas solamente, con versiones en 7" vendidas exclusivamente en su tour de febrero de 2008 con una versión de 'Piss Hands' como la cara b. Fue lanzado a través de su propio sello Zarcorp.
El 21 de mayo de 2015, falleció su baterista Ross Dawson en un accidente automovilístico.

### Entrevistas
- God Is In The TV Zine Interview
- BBC Collective Interview
- Drowned In Sound Interview Archivado el 8 de julio de 2008 en Wayback Machine.

- Datos: Q2465058